# Provincia di Paucar del Sara Sara
La provincia di Paucar del Sara Sara è una provincia del Perù, la meno popolata della regione di Ayacucho.

## Geografia antropica

### Suddivisioni amministrative
È divisa in 10 distretti:
- Colta
- Corculla
- Lampa
- Marcabamba
- Oyolo
- Pararca
- Pausa
- San Javier de Alpabamba
- San José de Ushua
- Sara Sara

| Controllo di autorità | VIAF (EN) 129214358 · LCCN (EN) n2005034702 · J9U (EN, HE) 987007487030105171 |